# Текля (ім'я)
Те́кля, Ве́кла (Фе́кла) (грец. Thekla, д.-рус. Ѳєкла) — жіноче ім'я грецького походження. Ще у XX столітті ім'я було досить популярним серед українських селянок, проте вже на початок XXI століття вважається застарілим.

## Походження
Народна пісня
За однією версією, утворене від грецьких слів ϑεός (theos — «Бог») і κλέος (kleos — «слава»), тобто означає «Божа слава». За іншою ж, грецьке Θέκλα (лат. Thecla) походить від гебрейського Tìklā («довершеність», «досконалість»).
На Русь потрапило разом із християнством із Візантії. Форма Фекла (Векла) потрапила в давньоруську мову з грецької через церковнослов'янське написання. Форма Текля в українську мову запозичена через польську мову з латинського написання імені.

## Форми імені
Українські форми імені:
- Текля — Те́кла, Те́клонька, Те́клочка, Теклу́ня, Теклю́ня, Теклю́ся, Те́ця[1][2];
- Векла — Ве́клонька, Ве́клочка, Веклу́ня, Веклу́ся, Веклю́ня, Веклю́ся[1];
- Фекла — Феклу́ня, Феклу́ся, Феклю́ня, Феклю́ся, Фе́ня, Фе́нічка[1][2].

## Іменини
- У православних (за григоріанським календарем) — 7 жовтня[7].

## Відомі носійки

### Текля
- Текля Іконійська, Свята Текля — ранньохристиянська свята.
- Текля Беззубова — ерзянська оповідачка, письменниця.
- Текля Білецька — українська письменниця.
- Текля Вовк — українська радянська діячка, новаторка сільськогосподарського виробництва.
- Текля Гордійчук — Герой Соціалістичної Праці.
- Текля Калиш — українська радянська діячка, новаторка сільськогосподарського виробництва.
- Текля Лящинська — українська депутатка та активістка радянських часів.
- Текля Мисковець — українська радянська діячка.
- Текля Швидка — українська громадська діячка, новаторка сільськогосподарського виробництва.

### Фекла
- Фекла — візантійська імператорка.
- Фекла Бармашова — українська радянська діячка.

### Населені пункти
- Текля (село)
- Теклівка
- Теклине
- Теклинівка
- Теклянівка
- Санта-Текла
- Феклино